# Notophthiracarus repostus
Notophthiracarus repostus är en kvalsterart som beskrevs av Wojciech Niedbała 1989. Notophthiracarus repostus ingår i släktet Notophthiracarus och familjen Phthiracaridae. Inga underarter finns listade i Catalogue of Life.